# Старе Рибе
Старе Рибе (пол. Stare Rybie) — село в Польщі, у гміні Ліманова Лімановського повіту Малопольського воєводства.
Населення — 335 осіб (2011).
У 1975-1998 роках село належало до Новосондецького воєводства.

## Демографія
Демографічна структура станом на 31 березня 2011 року:
|          | Загалом | Допрацездатний вік | Працездатний вік | Постпрацездатний вік |
| -------- | ------- | ------------------ | ---------------- | -------------------- |
| Чоловіки | 165     | 43                 | 112              | 10                   |
| Жінки    | 170     | 45                 | 93               | 32                   |
| Разом    | 335     | 88                 | 205              | 42                   |